# El Cairo (ort i Colombia, Valle del Cauca, lat 4,76, long -76,22)
El Cairo är en ort i Colombia.   Den ligger i departementet Valle del Cauca, i den centrala delen av landet, 240 km väster om huvudstaden Bogotá. El Cairo ligger 2 479 meter över havet och antalet invånare är 3 268.
Terrängen runt El Cairo är kuperad åt sydost, men åt nordväst är den bergig. El Cairo ligger uppe på en höjd. Runt El Cairo är det ganska tätbefolkat, med 90 invånare per kvadratkilometer. Närmaste större samhälle är Argelia, 12,1 km öster om El Cairo. I omgivningarna runt El Cairo växer i huvudsak städsegrön lövskog.